# It's Alright 〜君といるだけで〜
『It's Alright 〜君といるだけで〜』（イッツ オールライト きみといるだけで）は、ゴスペラーズ41枚目のシングル。2012年7月11日にキューンミュージックから発売された。

## 概要
前作『BRIDGE』から約10か月ぶりに発売。カップリング曲の「Up, Up And Away（feat. May J.）」はMay J.をゲストに迎えた楽曲で、IMAGICA BSで放送された海外ドラマ『PAN AM/パンナム』日本語版エンディング・テーマ曲に採用されていた。
初回生産限定盤と通常盤の2形態でリリースされ、初回生産限定盤はカップリング曲「Up, Up And Away」のミュージック・ビデオを収録したDVDが付属。

## 収録曲

### CD
1. It's Alright 〜君といるだけで〜
  - 作詞・作曲・編曲：竹本健一
2. Up, Up And Away (feat. May J.)
  - Written by Jimmy Webb
  - Published by Jonathan Three Music Co.
  - 編曲：笹路正徳

### DVD（初回生産限定盤のみ）
1. Up, Up And Away （feat. May J.）（Music Video）